# گوینوک (بابک)
گوینوک (به لاتین: Göynük) یک منطقه مسکونی در جمهوری آذربایجان است که در شهرستان بابک واقع شده است. گوینوک ۲۱۳ نفر جمعیت دارد.